# Glossophaga
Glossophaga (E.Geoffroy, 1818) è un genere di pipistrelli della famiglia dei Fillostomidi.

## Descrizione

### Dimensioni
Al genere Glossophaga appartengono pipistrelli di piccole dimensioni, con lunghezza della testa e del corpo tra 42 e 61 mm, la lunghezza dell'avambraccio tra 32 e 41,4 mm, la lunghezza della coda tra 4 e 18 mm e un peso fino a 16 g.

### Caratteristiche craniche e dentarie
Il cranio presenta un rostro più corto o della stessa lunghezza della scatola cranica, mentre le arcate zigomatiche sono complete. Gli incisivi inferiori sono molto piccoli, mentre quelli superiori sono tutti della stessa lunghezza.
Sono caratterizzati dalla seguente formula dentaria:

### Aspetto
La pelliccia ha generalmente la base dei peli più chiara. Il muso è leggermente allungato, con la mandibola solitamente della stessa lunghezza della mascella. La lingua è lunga ed estensibile, fornita di papille setolose all'estremità. La foglia nasale è piccola e lanceolata. Le orecchie sono piccole, rotonde e separate. L'avambraccio è privo di peluria. Le membrane alari sono ampie e attaccate posteriormente sulle caviglie. La coda è sempre presente, mentre l'uropatagio è privo di peli e ridotto ad una sottile membrana lungo la parte interna degli arti inferiori.

## Distribuzione
Il genere è diffuso in America Centrale, meridionale e in alcune isole caraibiche.

## Tassonomia
Il genere comprende 5 specie.
- Glossophaga commissarisi
- Glossophaga leachii
- Glossophaga longirostris
- Glossophaga morenoi
- Glossophaga soricina